# دامیانه (استان اشوی‌داشکسیه)
دامیانه (به لهستانی: Damiany) یک منطقهٔ مسکونی در لهستان است که در گمینا موسکوژو واقع شده‌است. دامیانه ۱۶۷ نفر جمعیت دارد.